# 绍斯赛德 (阿拉巴马州)
绍斯赛德（英語：Southside）是美国阿拉巴马州下属的一座城市。面积约为18.98平方英里（约合49.16平方公里）。根据2010年美国人口普查，该市有人口8,412人，人口密度为443.13/平方英里（约合171.11/平方公里）。